# Pontificio consiglio della giustizia e della pace
Il Pontificio consiglio della giustizia e della pace (in latino Pontificium consilium de iustitia et pace) è stato un dicastero della Curia romana, istituito da papa Paolo VI nel 1967 per promuovere nel mondo la giustizia e la pace secondo il Vangelo e la dottrina sociale della Chiesa.

## Storia
Il pontificio consiglio della giustizia e della pace trova le sue radici nel Concilio Vaticano II e nell'auspicio dei padri conciliari, espresso nella Gaudium et spes, sull'opportunità di creare «un organismo della Chiesa universale, al fine di fomentare dovunque la giustizia e l'amore di Cristo verso i poveri; tale organismo avrà per scopo di stimolare la comunità cattolica a promuovere lo sviluppo delle regioni bisognose e la giustizia sociale tra le nazioni».
Papa Paolo VI istituì, con il motu proprio Catholicam Christi Ecclesiam del 6 gennaio 1967, la pontificia commissione Justitia et Pax che ebbe il suo statuto definitivo dieci anni dopo con il motu proprio Justitiam et pacem del 10 dicembre 1976. Giovanni Paolo II, con la costituzione apostolica Pastor Bonus del 28 giugno 1988, trasformò la pontificia commissione nel «pontificio consiglio della giustizia e della pace».
Con il motu proprio Humanam progressionem del 17 agosto 2016 papa Francesco ne ha disposto la soppressione a partire dal 1º gennaio 2017. Le sue funzioni sono ora esercitate dal nuovo Dicastero per il servizio dello sviluppo umano integrale.

## Competenze e struttura
Secondo la Pastor Bonus scopo primario del Pontificio consiglio della giustizia e della pace era di attivare tutti i mezzi per la promozione nel mondo della giustizia e della pace secondo il Vangelo e la dottrina sociale della Chiesa.
La stessa costituzione apostolica così esplicitava i compiti di questo pontificio consiglio:
§ 1. Approfondisce la dottrina sociale della Chiesa, impegnandosi perché essa sia largamente diffusa e venga tradotta in pratica presso i singoli e le comunità, specialmente per quanto riguarda i rapporti tra operai e datori di lavoro onde siano sempre più permeati dallo spirito del Vangelo.
§ 2. Raccoglie notizie e risultati di indagini circa la giustizia e la pace, il progresso dei popoli e le violazioni dei diritti umani, li valuta e, secondo la opportunità, rende partecipi gli organismi episcopali delle conclusioni che ne ha tratte; favorisce i rapporti con le associazioni cattoliche internazionali e con gli altri istituti esistenti, anche al di fuori della Chiesa cattolica, i quali s'impegnano sinceramente per l'affermazione dei valori della giustizia e della pace nel mondo.
§ 3. Si adopera affinché tra i popoli si formi la sensibilità circa il dovere di favorire la pace, soprattutto in occasione della Giornata mondiale della pace.
Articolo 144: Mantiene particolari relazioni con la Segreteria di Stato, specialmente ogni qualvolta occorre trattare pubblicamente dei problemi attinenti alla giustizia e alla pace mediante documenti o dichiarazioni.»
(Pastor Bonus, art. 143-144.)
La direzione del Pontificio consiglio della giustizia e della pace era affidata ad un presidente, coadiuvato da un segretario e da un sottosegretario, tutti di nomina pontificia e della durata di cinque anni. Il Pontificio consiglio era costituito da circa una quarantina di persone, comprensive di membri a titolo effettivo e di consultori.

## Cronotassi

### Presidenti
- Cardinale Maurice Roy † (6 gennaio 1967 - 16 dicembre 1976 dimesso)
  - Arcivescovo Bernardin Gantin † (16 dicembre 1976 - 29 giugno 1977 nominato presidente del medesimo dicastero) (pro-presidente)
- Cardinale Bernardin Gantin † (29 giugno 1977 - 8 aprile 1984 dimesso)
- Cardinale Roger Etchegaray † (8 aprile 1984 - 24 giugno 1998 ritirato)
- Cardinale François-Xavier Nguyễn Văn Thuận † (24 giugno 1998 - 16 settembre 2002 deceduto)
- Cardinale Renato Raffaele Martino † (1º ottobre 2002 - 24 ottobre 2009 ritirato)
- Cardinale Peter Kodwo Appiah Turkson (24 ottobre 2009 - 31 agosto 2016 nominato prefetto del Dicastero per il servizio dello sviluppo umano integrale)

### Vicepresidenti
- Arcivescovo Alberto Castelli † (6 gennaio 1967 - 1970 dimesso)
- Vescovo Ramón Torrella Cascante † (6 novembre 1970 - 20 dicembre 1975 nominato vicepresidente del Pontificio consiglio per la promozione dell'unità dei cristiani)
- Arcivescovo Bernardin Gantin † (20 dicembre 1975 - 15 dicembre 1976 nominato pro-presidente del medesimo dicastero)
- Arcivescovo Jan Pieter Schotte, C.I.C.M. † (20 dicembre 1983 - 24 aprile 1985 nominato segretario generale del Sinodo dei Vescovi)
- Vescovo Jorge María Mejía † (8 marzo 1986 - 5 marzo 1994 nominato segretario della Congregazione per i vescovi)
- Arcivescovo François-Xavier Nguyễn Văn Thuận † (24 novembre 1994 - 24 giugno 1998 nominato presidente del medesimo dicastero)

### Segretari
- Monsignore Joseph Gremillion (1966 - 1974 dimesso)
  - Monsignore Andrea Cordero Lanza di Montezemolo † (1974 - 15 dicembre 1976 nominato segretario del medesimo dicastero) (pro-segretario)
- Monsignore Andrea Cordero Lanza di Montezemolo † (15 dicembre 1976 - 5 aprile 1977 nominato arcivescovo titolare di Anglona e pro-nunzio apostolico in Papua Nuova Guinea e delegato apostolico alle Isole Salomone)
- Presbitero Roger Joseph Heckel, S.I. † (1º giugno 1977 - 27 marzo 1980 nominato vescovo coadiutore di Strasburgo)
- Presbitero Jan Pieter Schotte, C.I.C.M. † (27 giugno 1980 - 20 dicembre 1983 nominato vescovo titolare di Silli e vicepresidente dello stesso dicastero)
- Vescovo Diarmuid Martin[7] (9 aprile 1994 - 17 gennaio 2001 nominato osservatore permanente della Santa Sede presso l'Ufficio delle Nazioni Unite ed Istituzioni specializzate a Ginevra e l'Organizzazione mondiale del commercio)
- Vescovo Giampaolo Crepaldi (3 marzo 2001 - 4 luglio 2009 nominato arcivescovo, titolo personale, di Trieste)
- Vescovo Mario Toso, S.D.B. (22 ottobre 2009 - 19 gennaio 2015 nominato vescovo di Faenza-Modigliana)
  - Arcivescovo Silvano Maria Tomasi (2016 - 1º gennaio 2017) (segretario delegato)

### Vice-segretari
- Presbitero Johannes Schütte, S.V.D. (1968 - 18 novembre 1971 dimesso)
- Monsignore Andrea Cordero Lanza di Montezemolo † (1971 - 1974 nominato pro-segretario del medesimo dicastero)
- Presbitero Roger Joseph Heckel, S.I. † (1975 - 1976 nominato sottosegretario del medesimo dicastero)

### Sottosegretari
- Presbitero Roger Joseph Heckel, S.I. (1976 - 1977 nominato segretario del medesimo dicastero)
- Presbitero Johannes Dyba (1977 - 25 agosto 1979 nominato pro-nunzio apostolico in Gambia e Liberia e delegato apostolico in Guinea)
- Presbitero William Francis Murphy (1980 - 1986 dimesso)
- Presbitero Diarmuid Martin (1986 - 9 aprile 1994 nominato segretario del medesimo dicastero)
- Presbitero Giampaolo Crepaldi (9 aprile 1994 - 3 marzo 2001 nominato segretario del medesimo dicastero)
- Monsignore Frank Joseph Dewane (22 marzo 2001 - 25 aprile 2006 nominato vescovo coadiutore di Venice)
- Dott.ssa Flaminia Giovanelli  (21 gennaio 2010 - 1º gennaio 2017)